# Octavio Béeche Argüello
Octavio Béeche Argüello (San José, 16 de junio de 1866 - 2 de junio de 1950) fue un juez costarricense.

## Biografía
Nació en San José, el  16 de junio de 1866.
Fue hijo de Eduardo Béeche Arana y Dorila Argüello Mora, sobrina del Presidente Juan Rafael Mora. Casó con Emilia Luján Mata.
Obtuvo la Licenciatura en Leyes en la Escuela de Derecho de Costa Rica donde después fue profesor.
Desempeñó importantes cargos vinculados con la política exterior de Costa Rica, tales como los de subsecretario de Relaciones Exteriores y carteras anexas (1888-1889), secretario de la Legación especial de Costa Rica en Honduras y El Salvador (1891), cónsul de Costa Rica en París (1892-1894 y 1899-1901), presidente del Tribunal de Arbitraje Centroamericano (1902), cónsul de Costa Rica en Sevilla (1904), ministro plenipotenciario de Costa Rica en los Estados Unidos (1920-1922), abogado consultor de la Legación de Costa Rica en Francia (1926-1930), Secretario de Relaciones Exteriores y carteras anexas (1930-1931) y delegado en la Conferencia Centroamericana celebrada en Guatemala (1934).
En 1934 fue elegido Magistrado de la Sala de Casación y Presidente de la Corte Suprema de Justicia de Costa Rica para el período 1934-1938, pero renunció en 1935 para ser candidato a la Presidencia de la República en las elecciones de 1936.
De mayo a septiembre de 1940 fue Secretario de Hacienda y Comercio y de 1940 a 1942 presidió la Junta Directiva de la Caja Costarricense de Seguro Social y representó a Costa Rica en el Comité Económico y Financiero Interamericano. En 1944 fue Gerente de la Caja y de 1946 a 1947 presidió el Tribunal Nacional Electoral. De 1949 a 1950 fue Magistrado de la Corte Suprema de Justicia.
Publicó las obras Estudios Penitenciarios y Estudios de Derecho constitucional.

## Fallecimiento
Falleció en San José, el 2 de junio de 1950 a los 83 años de edad.